# ديلك (شركة)
شركة ديلك هي شركة إسرائيلية، تعمل في عدة مجالات أهمها مجال الطاقة. لها شراكة مع شركة البترول الكويتية العالمية. كما تملك نسبة 22.67% من حقل ليفياثان للغاز.